# Milan Felix
Milan Felix (* 28. května 1928) byl český a československý politik a bezpartijní poslanec Sněmovny národů Federálního shromáždění za normalizace.

## Biografie
K roku 1976 se profesně uvádí jako vědecký pracovník. Státní bezpečnost evidovala Milana Felixe (nar. 28. 5. 1928) jako tajného spolupracovníka (krycí jméno Michal, IV.správa VII.odb. 3.odd.).
Ve volbách roku 1976 zasedl do české části Sněmovny národů (volební obvod č. 2 - Praha 2 a Praha 4, hlavní město Praha). Mandát obhájil ve volbách roku 1981 (obvod Praha 2 a 4). Ve Federálním shromáždění setrval do voleb roku 1986.